# Roger Brooke Taney
Roger Brooke Taney (ur. 17 marca 1777 w hrabstwie Calvert stanu Maryland, zm. 12 października 1864 w Waszyngtonie) – amerykański prawnik i polityk. Pełnił między innymi funkcje prokuratora generalnego, sekretarza skarbu i prezesa Sądu Najwyższego Stanów Zjednoczonych.

## Życiorys
Roger Brooke Taney urodził się 17 marca 1777 roku w hrabstwie Calvert stanu Maryland. W 1795 roku ukończył Dickinson College. Później studiował prawo i w 1799 roku został przyjęty do palestry.
Taney zamieszkał w mieście Frederick i przez pięć lat zasiadał w stanowym senacie Maryland. W 1823 roku przeprowadził się do Baltimore i w 1827 roku został prokuratorem generalnym stanu Maryland.
W 1831 roku prezydent Andrew Jackson mianował go prokuratorem generalnym Stanów Zjednoczonych w swoim gabinecie. Funkcję tę sprawował do 1833 roku, gdy Jackson mianował go sekretarzem skarbu. Jednak jego kandydatura nie uzyskała akceptacji Senatu USA. W 1835 roku prezydent Jackson mianował go prezesem Sądu Najwyższego Stanów Zjednoczonych. Tym razem senat zaakceptował jego nominację i Taney pełnił funkcję prezesa Sądu Najwyższego aż do śmierci 12 października 1864 roku. Zmarł w Waszyngtonie w wieku 87 lat.
Jego kadencja na stanowisku prezesa Sądu Najwyższego trwała 28 lat i była drugą pod względem długości w historii tej instytucji, po jego poprzedniku, Johnie Marshallu.